# Bambola (Artie 5ive)
Bambola è un singolo del rapper italiano Artie 5ive, in collaborazione con il rapper italiano Niky Savage, pubblicato il 13 dicembre 2024 come terzo estratto dal secondo album in studio La bellavita.

## Tracce
Testi di Ivan Arturo Barioli e Nicholas Alfieri, musiche di Francesco Turolla, Leonardo Siddu e Lorenzo Bassotti.
1. Bambola (feat. Niky Savage) – 3:14

## Classifiche
| Classifica (2025) | Posizione massima |
| ----------------- | ----------------- |
| Italia            | 9                 |